# Persac
Persac is een gemeente in het Franse departement Vienne (regio Nouvelle-Aquitaine) en telt 853 inwoners (2005). De plaats maakt deel uit van het arrondissement Montmorillon.

## Geografie
De oppervlakte van Persac bedraagt 59,0 km², de bevolkingsdichtheid is 14,5 inwoners per km².
De onderstaande kaart toont de ligging van Persac met de belangrijkste infrastructuur en aangrenzende gemeenten.

## Demografie
Onderstaande figuur toont het verloop van het inwonertal (bron: INSEE-tellingen).